# Фернандеш, Эдимилсон
Эдими́лсон Ферна́ндеш Рибе́йру (порт. Edimilson Fernandes Ribeiro, род. 15 апреля 1996 года, Сьон, Швейцария) — швейцарский футболист, атакующий полузащитник клуба «Янг Бойз» и сборной Швейцарии. Двоюродный брат Желсона Фернандеша.

## Клубная карьера
Фернандеш начал заниматься футболом с 2004 года в футбольном клубе «Фюли». В 2007 году перешёл в молодёжный состав клуба «Сьон». В конце сезона 2012/13 Фернандеш перешёл в резервный фарм-клуб «Сьон II», который выступал в Первой лиге Промоушен. В общей сложности, за фарм-клуб Фернандеш сыграл 41 матч и забил 8 мячей. В Швейцарской Суперлиге Фернандеш дебютировал 1 июня 2013 года в матче против «Цюриха». С сезона 2014/15 регулярный игрок основного состава. Свой первый гол в составе первой команды Фернандеш забил 1 марта 2015 года в матче против «Люцерна». 7 июня 2015 года Фернандеш в составе «Сьона» выиграл Кубок Швейцарии, в финале которого «Сьон» одержал победу со счётом 3:0 над «Базелем». Победа в кубке дала «Сьону» путёвку в Лигу Европы. В Лиге Европы Фернандеш дебютировал 17 сентября 2015 года в домашнем матче против казанского «Рубина», где отличился двумя результативными передачами.
25 августа 2016 года Фернандеш перешёл в английский «Вест Хэм Юнайтед» за 6,40 миллионов евро, подписав с клубом четырёхлетний контракт.
Летом 2018 года перешёл на правах аренды в итальянскую «Фиорентину».

## Карьера в сборной
26 марта 2016 года Фернандеш дебютировал за молодёжную сборную Швейцарии в матче против сборной Англии.

## Достижения
«Сьон»
- Обладатель Кубка Швейцарии: 2015

## Личная жизнь
Эдимилсон Фернандеш родился в семье с португальскими и кабо-вердианскими корнями. Он приходится двоюродным братом швейцарскому футболисту Желсону Фернандешу и кабо-вердианскому футболисту Кабралу.

## Статистика выступлений
| Клуб             | Лига                    | Сезон            | Чемпионат | Чемпионат | Кубки | Кубки | Еврокубки | Еврокубки | Итого | Итого |
| Клуб             | Лига                    | Сезон            | Игры      | Голы      | Игры  | Голы  | Игры      | Голы      | Игры  | Голы  |
| ---------------- | ----------------------- | ---------------- | --------- | --------- | ----- | ----- | --------- | --------- | ----- | ----- |
| Сьон             | Швейцарская Суперлига   | 2012/13          | 1         | 0         | 0     | 0     | 0         | 0         | 1     | 0     |
| Сьон             | Швейцарская Суперлига   | 2013/14          | 0         | 0         | 0     | 0     | 0         | 0         | 0     | 0     |
| Сьон             | Швейцарская Суперлига   | 2014/15          | 16        | 1         | 3     | 2     | 0         | 0         | 19    | 3     |
| Сьон             | Швейцарская Суперлига   | 2015/16          | 26        | 1         | 5     | 2     | 8         | 0         | 39    | 3     |
| Сьон             | Швейцарская Суперлига   | 2016/17          | 5         | 0         | 1     | 0     | 0         | 0         | 6     | 0     |
| Сьон             | Итого                   | Итого            | 48        | 2         | 9     | 4     | 8         | 0         | 65    | 6     |
| → Сьон II        | Первая лига Промоушен   | 2012/13          | 8         | 2         | 0     | 0     | 0         | 0         | 8     | 2     |
| → Сьон II        | Первая лига Промоушен   | 2013/14          | 17        | 1         | 0     | 0     | 0         | 0         | 17    | 1     |
| → Сьон II        | Первая лига Промоушен   | 2014/15          | 16        | 5         | 0     | 0     | 0         | 0         | 16    | 5     |
| → Сьон II        | Итого                   | Итого            | 41        | 8         | 0     | 0     | 0         | 0         | 41    | 8     |
| Вест Хэм Юнайтед | Английская Премьер-лига | 2016/17          | 0         | 0         | 0     | 0     | 0         | 0         | 0     | 0     |
| Вест Хэм Юнайтед | Итого                   | Итого            | 0         | 0         | 0     | 0     | 0         | 0         | 0     | 0     |
| Всего за карьеру | Всего за карьеру        | Всего за карьеру | 89        | 10        | 9     | 4     | 8         | 0         | 106   | 14    |

### Матчи за сборную
| № | Дата            | Оппонент          | Счёт | Голы | Ассистент | Нарушения | Минуты | Соревнование             |
| - | --------------- | ----------------- | ---- | ---- | --------- | --------- | ------ | ------------------------ |
| 1 | 13 ноября 2016  | Фарерские острова | 2:0  | —    | —         | —         | 21'    | Отбор ЧМ-2018 (группа В) |
| 2 | 1 июня 2017     | Беларусь          | 1:0  | —    | —         | —         | 65'    | Товарищеский матч        |
| 3 | 31 августа 2017 | Андорра           | 3:0  | —    | —         | —         | 15'    | Отбор ЧМ-2018 (группа В) |
| 4 | 11 августа 2018 | Англия            | 0:1  | —    | —         | —         | 24'    | Товарищеский матч        |
| 5 | 12 октября 2018 | Бельгия           | 1:2  | —    | —         | —         | 7'     | Лига Наций (А)           |
| 6 | 15 октября 2018 | Исландия          | 2:1  | —    | —         | —         | 21'    | Лига Наций (А)           |
| 7 | 14 ноября 2018  | Катар             | 0:1  | —    | —         | —         | 45'    | Товарищеский матч        |

Итого: сыграно матчей: 7 / забито голов: 0; победы: 4, ничьи: 0, поражения: 3.